# NGC 5613
NGC 5613 (również PGC 51433 lub UGC 9228) – galaktyka spiralna z poprzeczką (SB0-a), znajdująca się w gwiazdozbiorze Wolarza. Odkrył ją 1 marca 1851 roku Bindon Stoney – asystent Williama Parsonsa. Należy do galaktyk Seyferta typu 2.
NGC 5613 razem z sąsiednimi galaktykami NGC 5614 i NGC 5615 stanowi obiekt Arp 178 w Atlasie Osobliwych Galaktyk Haltona Arpa.